# Neomorphinae
Sous-famille
La sous-famille des Neomorphinae comprend 11 espèces de Géocoucous, oiseaux coureurs de famille des Cuculidae.

## Liste alphabétique des genres
D'après Alan P. Peterson :
- Dromococcyx (m.) Wied-Neuwied, 1832
- Geococcyx (m.) Wagler, 1831
- Morococcyx (m.) P.L. Sclater, 1862
- Neomorphus (m.) Gloger, 1827
- Tapera (f.) Thunberg, 1819

## Liste des espèces
Selon la classification de référence (version 2.2, 2009) du Congrès ornithologique international, ces genres comprennent les espèces suivantes (ordre phylogénique) :
- Tapera naevia – Géocoucou tacheté
- Dromococcyx phasianellus – Géocoucou faisan
- Dromococcyx pavoninus – Géocoucou pavonin
- Morococcyx erythropygus – Géocoucou de Lesson
- Geococcyx californianus – Grand Géocoucou
- Geococcyx velox – Géocoucou véloce
- Neomorphus geoffroyi – Géocoucou de Geoffroy
- Neomorphus squamiger – Géocoucou écaillé
- Neomorphus radiolosus – Géocoucou barré
- Neomorphus rufipennis – Géocoucou à ailes rousses
- Neomorphus pucheranii – Géocoucou de Pucheran